# Cheumatopsyche helma
Cheumatopsyche helma är en nattsländeart som beskrevs av Ross 1939. Cheumatopsyche helma ingår i släktet Cheumatopsyche och familjen ryssjenattsländor. Inga underarter finns listade i Catalogue of Life.